# Хоулетт, Лиам Пэрис
Ли́ам Пол Пэ́рис Хо́улетт (англ. Liam Paul Paris Howlett; род. 21 августа 1971, Брейнтри, Эссекс) — создатель и участник английской электронной группы The Prodigy, а также ди-джей и музыкальный продюсер.

## Жизнь и карьера
Родился в английском городе Брэйнтри, графство Эссекс.
В детстве обучался играть на фортепиано. В 14 лет миксовал песни, записанные с радио с помощью магнитофона и кнопки паузы. Впервые ощутил влияние хип-хоп культуры, когда начал посещать школу Алека Хантера в Брэйнтри. Вместе со своей командой The Pure City Breakers он изучил брейк-данс, был диджеем в своей первой группе Cut 2 Kill, но после драки на их концерте Лиам покинул Cut 2 Kill и начал писать свою собственную музыку.
Стал увлекаться рейв музыкой, а на первую рейв-вечеринку попал в 1989-м году.

## The Prodigy
По выходным Хоулетт ходил на все рейв-вечеринки, а когда ночные клубы утром закрывались, рейверы продолжали вечеринку на пляже, а Лиам играл компиляции самых новых рейв-треков из фургончика. Однажды Кит Флинт подошёл к Лиаму и попросил его сделать для него несколько миксов, которые Хоулетт сделал и передал Флинту. Послушав собственные треки Лиама, Кит и его друг Лирой Торнхилл сделали Хоулетту предложение выступать на одной сцене, Лиам согласился. Так образовалась группа The Prodigy. Название группа получила в честь синтезатора Moog Prodigy, который Лиам использовал для написания треков. Хоулетт подписал контракт с ведущим британским лейблом XL Recordings, после того как его треки услышал один из основателей XL Ник Халкс. В 1991-м году был выпущен первый сингл The Prodigy.

## Другие проекты
В 1998-м году Хоулетту предложили сделать микс для радиошоу Мэри Энн Хоббс. Он сделал микс из нескольких своих любимых треков, а в феврале 1999-м Лиам решил выпустить подредактированную (из-за авторских прав) версию этого микса. Это был первый его материал, записанный на новой студии «The Dirtchamber», поэтому альбом стал называться «The Dirtchamber Sessions Volume One». В 2006 году выступил соавтором (совместно с Натали Эплтон) и продюсером песни «Flashback» из альбома «Studio 1» группы All Saints.
В конце января 2006-го года выходит альбом «Back To Mine: Liam Prodigy». Он является коллекцией любимых треков Лиама и включает в себя эксклюзивный трек The Prodigy «Wake The Fuck Up», который использовался в качестве вступления на живых выступлениях группы.
Хоулетт также был сопродюсером трека «Immunize» австралийской драм-н-бейс группы Pendulum, вышедшего в 2010-м.

## Личная жизнь
6 июня 2002 года женился на Натали Эпплтон из группы All Saints. Их сын, Эйс Билли Хоулетт, родился 2 марта 2004 года. В свободное время Хоулетт увлекается сноубордингом. Кроме того, он является фанатом фильмов ужасов. Одно время Хоулетту принадлежал суперкар McLaren F1, который был произведен тиражом в 106 машин. Но потом он продал суперкар бывшему пилоту Формулы 1 Полу Стюарту после того, как понял, что на таких автомобилях страшно ездить.